# Attinghausen
Attinghausen je obec ve švýcarském kantonu Uri. Leží přibližně 2 kilometry jihozápadně od hlavního města kantonu, Altdorfu, v údolí řeky Reuss, v nadmořské výšce 468 metrů. Žije zde přibližně 1 700 obyvatel.

## Geografie

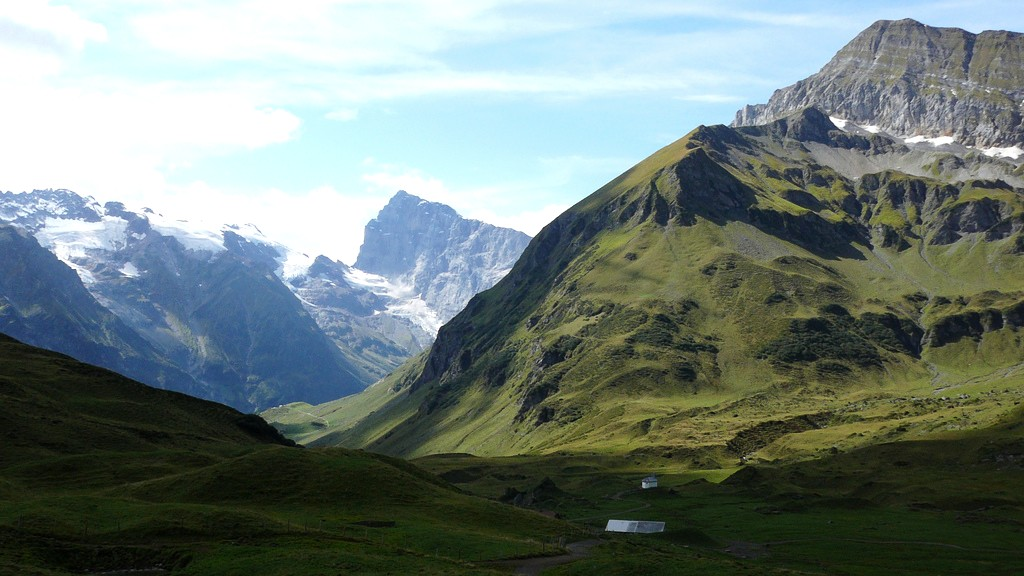
Pohled na oblast Surenen

Attinghausen leží na levém břehu řeky Reuss v nadmořské výšce přibližně 468 metrů. Obec je na severu ohraničena říčkou Palanggenbach v Gitschitalu a na jihu říčkou Angibach v oblasti Alptal Waldnacht a říčkou Bockibach, která protéká úzkou průrvou Bockitobel. Na západě, za průsmykem Surenen, patří k Attinghausenu až k obci Engelberg rozsáhlá alpská zemědělská oblast Surenen. Údolí Surenen leží mezi horskými masivy Wissigstock na severu a Schlossberg na jihu.
80 hektarů, tj. 1,7 % rozlohy obce, tvoří osídlená plocha. Z toho 45 ha tvoří stavební nebo průmyslové plochy a 15 ha dopravní plochy. Významnější je zemědělská plocha s 1651 ha, což představuje podíl 35,3 %. To zahrnuje 1417 ha vysokohorských oblastí. 820 ha, tj. 17,5 % rozlohy obce, pokrývají lesy a lesní pozemky. Neproduktivní půda pokrývá velké plochy obce, konkrétně 2131 ha, tj. 45,5 %. Jedná se téměř výhradně o oblasti bez vegetace ve vysokých horách nebo o neproduktivní vegetaci.
Attinghausen sousedí na západě s obcí Engelberg v Obwaldenu, na severu s obcemi Isenthal a Seedorf, na východě s obcemi Altdorf, Bürglen, Schattdorf a Erstfeld a na jihu s obcí Wassen.

## Historie

Letecký pohled na údolní oblast řeky Reuss (1928)

Roku 1240 je obec poprvé připomínána pod názvem Attingenhusen. Roztroušené nálezy ukazují na předalemanskou populaci. Ta by mohla pocházet z doby bronzové. Alemannské osídlování začalo v 7. až 8. století. Od 12. století byly využívány také alpské oblasti v průsmyku Surenen, což vedlo ke sporu s klášterem Engelberg, který byl urovnán až v roce 1513. Kromě šlechtických a klášterních statků zde v pozdním středověku existovaly také selské a družstevní statky. Vedle šlechtických a klášterních statků existovaly i selské statky a alpy, které využívala družstva. Kostel (od 11. do 12. století, připomíná se v roce 1349, s patronem sv. Ondřejem) byl filiálkou altdorfské farnosti, která patřila curyšskému opatství Fraumünster. V roce 1485 bylo díky obdarování pastoračním beneficiem možné jmenovat kněze. Kolem roku 1600 se Attinghausen církevně oddělil od Altdorfu. Kolem roku 1750 byla zřízena ranní mše a v roce 1810 pomocná farnost. Kapucínský klášter založený v roce 1608 byl po požáru v roce 1676 přestěhován do Altdorfu.

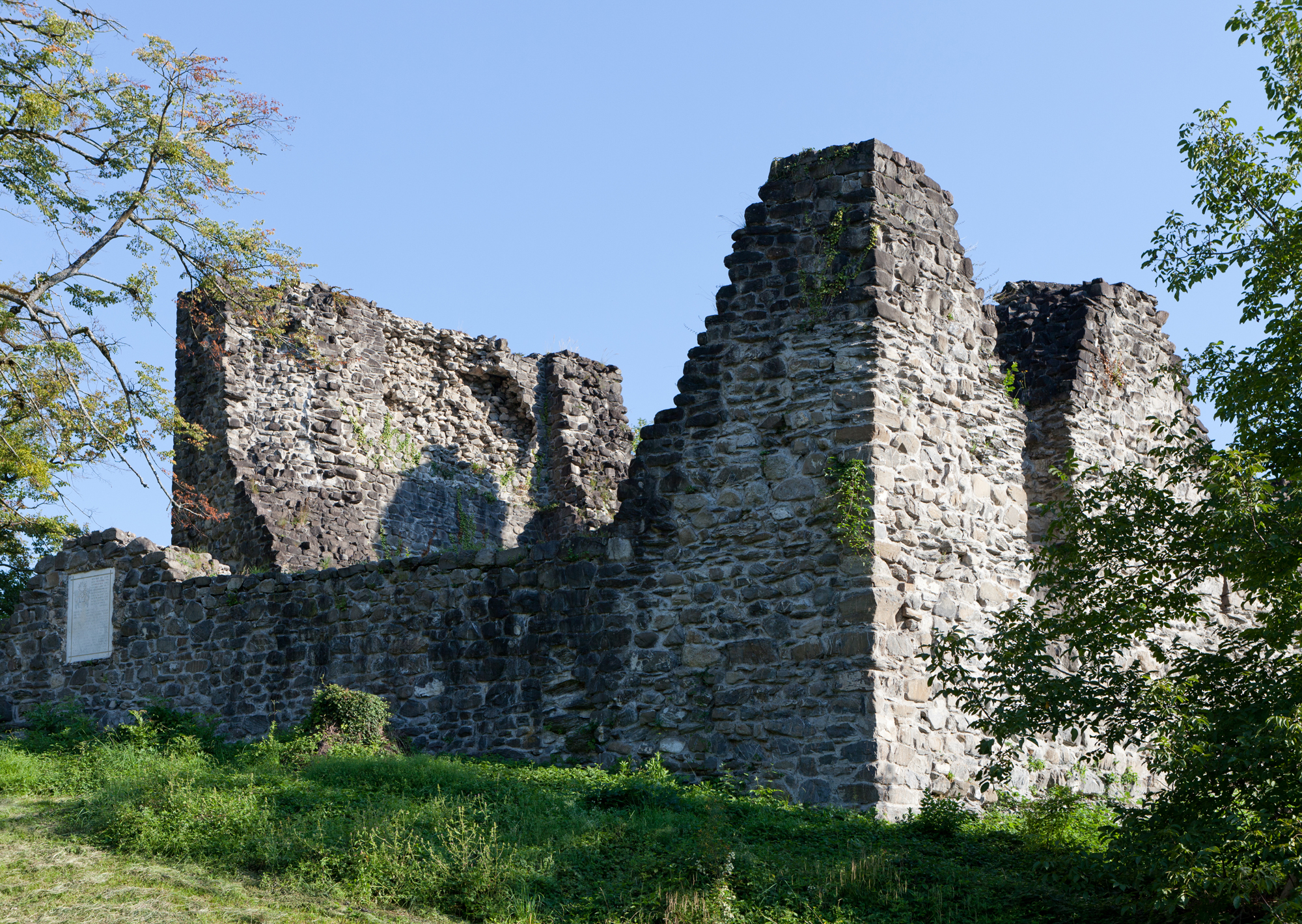
Zřícenina místního hradu

Od konce 14. století až do roku 1850 tvořily Attinghausen a Seedorf společenství (volební a vojenský obvod), které na svých zasedáních volilo šest (po roce 1803 čtyři) radních. Na řeku Reuss a horské potoky Chummen a Palanggen, které často zaplavovaly tuto oblast, dohlíželi různí družstevní strážci. Řemesla (včetně zpracování dřeva) hrála vedle zemědělství a vysokohorské výroby skromnou roli. Alternativou k životu na vesnici byly zahraniční služby (Neapol, Francie, Španělsko) a emigrace (např. do španělské Sierry Moreny). Kanalizací a řeky Reuss (1850-63) vznikla nová obdělávaná půda. Kvůli nedostatku stálé vodní síly z potoka Chummen však nebyly založeny žádné továrny. Od konce 19. století nacházeli obyvatelé stále častěji práci v továrnách v okolních vesnicích. Výstavba lanovky na vrcholek Brüsti (1949) přinesla první turistický ruch. Od roku 1972 je Attinghausen členem okresního školského sdružení Seedorf, které spravuje základní a střední školu.

## Obyvatelstvo

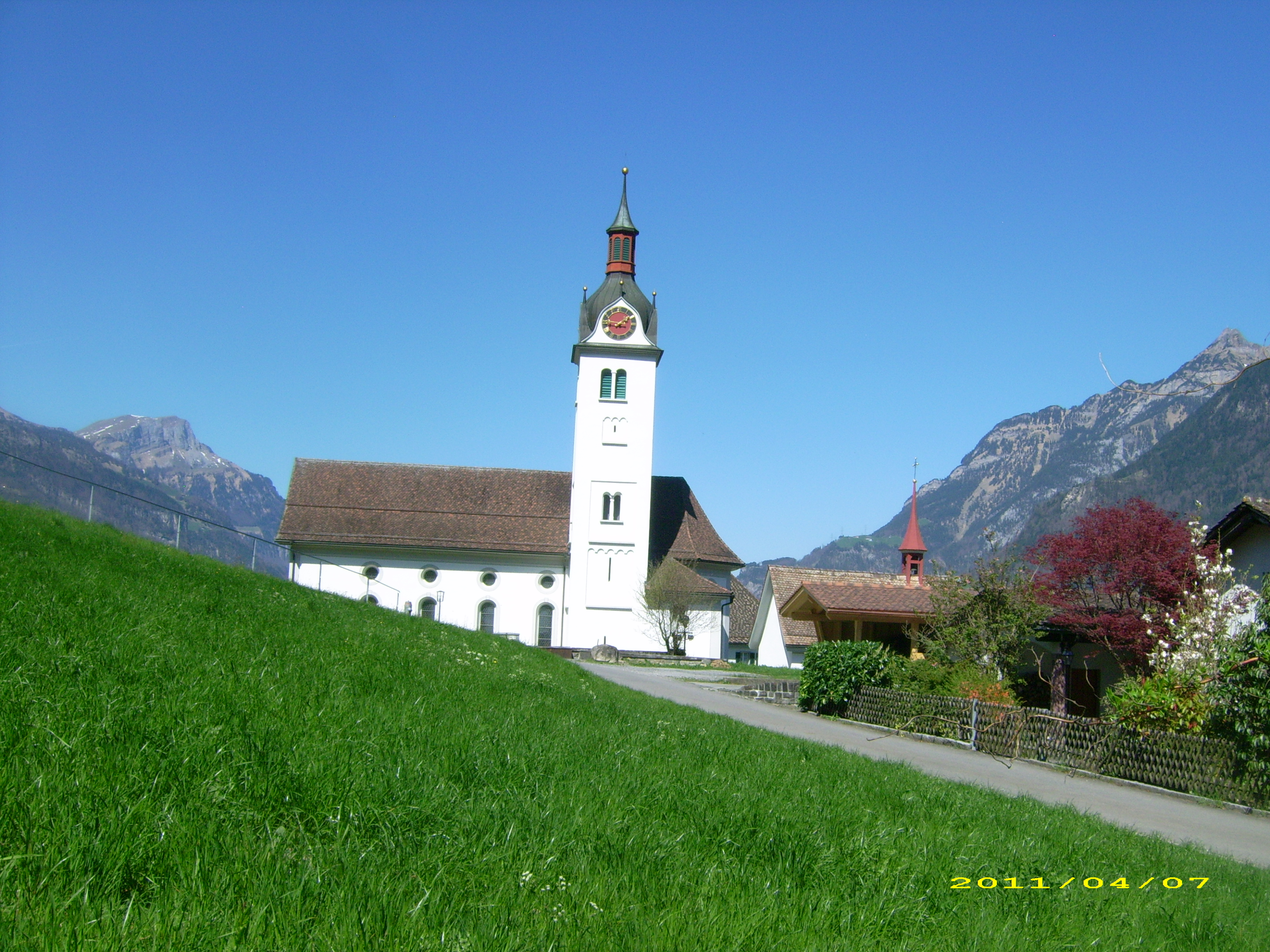
Kostel v Attinghausenu

### Vývoj populace
V roce 1860 zde žilo 530 obyvatel. Poté počet obyvatel klesal až do roku 1888 (-51 osob, tj. -9,6 %). Poté následovala desetiletá fáze růstu až do roku 1960, během níž se počet obyvatel zvýšil více než dvojnásobně (1888–1960: +148,4 %). Po menším propadu v 60. letech 20. století měla obec v roce 1980 stejný počet obyvatel jako v roce 1960. Od té doby nastal silný růst (1980–2005: +323 obyvatel, tj. +27,0 %), který stále pokračuje a v roce 2020 měla obec již přes 1 700 obyvatel.
| Vývoj počtu obyvatel | Vývoj počtu obyvatel | Vývoj počtu obyvatel | Vývoj počtu obyvatel | Vývoj počtu obyvatel | Vývoj počtu obyvatel | Vývoj počtu obyvatel | Vývoj počtu obyvatel | Vývoj počtu obyvatel | Vývoj počtu obyvatel | Vývoj počtu obyvatel | Vývoj počtu obyvatel | Vývoj počtu obyvatel | Vývoj počtu obyvatel | Vývoj počtu obyvatel | Vývoj počtu obyvatel |
| -------------------- | -------------------- | -------------------- | -------------------- | -------------------- | -------------------- | -------------------- | -------------------- | -------------------- | -------------------- | -------------------- | -------------------- | -------------------- | -------------------- | -------------------- | -------------------- |
| Rok                  | 1743                 | 1799                 | 1850                 | 1860                 | 1888                 | 1900                 | 1920                 | 1941                 | 1960                 | 1970                 | 1980                 | 1990                 | 2000                 | 2005                 |                      |
| Počet obyvatel       | 354                  | 484                  | 516                  | 530                  | 479                  | 528                  | 618                  | 890                  | 1190                 | 1141                 | 1197                 | 1319                 | 1487                 | 1520                 |                      |

### Jazyky
Téměř všichni obyvatelé mluví německy jako každodenním hovorovým jazykem, avšak silně alemanským dialektem. Při posledním sčítání lidu v roce 2000 uvedlo 96,64 % obyvatel jako svůj hlavní jazyk němčinu, 0,64 % srbochorvatštinu a 0,47 % nizozemštinu.

### Národnostní složení
Z 1520 obyvatel na konci roku 2005 bylo 1481 (97,43 %) švýcarských státních příslušníků. Většina přistěhovalců pochází z jižní Evropy (Portugalsko a Itálie), bývalé Jugoslávie a Srí Lanky. Při sčítání lidu v roce 2000 mělo švýcarské občanství 1438 osob (96,70 %), z toho 22 osob mělo dvojí občanství.